# Агаоглу, Ешим
Ешим Агаоглу (тур. Yeşim Ağaoğlu, 21 января 1966; Стамбул, Турция) — турецкая художница и поэтесса, работающая в различных формах искусства, особенно концентрируясь на инсталляции, фотографии и видео. Самым главным для неё в искусстве является интерактивность. Основными тематиками работ Ешим Агаоглу выступают поэзия (язык) и художественные отношения, вопросы пола и феминизма, архитектурные элементы и политика. С 1995 года она выпустила девять своих поэтических сборников, сделавших её известной и на литературной сцене Турции.

## Биография и карьера
Семья Ешим Агаоглу происходит из Шуши, Карабаха (региона Азербайджана). Она родилась в Стамбуле 21 января 1966 года. Она училась в Стамбульском университете на кафедре археологии и истории искусств. Ешим Агаоглу получила степень магистра искусств в Стамбульском университете на Факультете коммуникаций, отделении радио-ТВ-кино. Она выборочно посещала занятия по работе с кинокамерой Супер 8 мм в нью-йоркской Школе изобразительных искусств. Благодаря этим урокам она сняла короткометражный фильм «Одиночество, машины и медитация» (англ. Loneliness, Machines And Meditation).
Стихи Ешим Агаоглу начали публиковаться в литературных журналах, когда ей было всего 18 лет. У неё было издано семь поэтических сборников, которые были опубликованы в Турции, и две поэтические книги, вышедшие в Азербайджане. Стихи Агаоглу были переведены на многие языки, такие как азербайджанский, русский, английский, итальянский и испанский. Она является членом международной ассоциации ПЕН-клуб, а также членом правления BESAM (Ассоциации создателей научных и литературных произведений). В 2012 года Ешим Агаоглу стала заслуженным членом Союза писателей Азербайджана.
Ешим Агаоглу продолжает работать в направлении современного искусства, совмещая различные формы искусства с 1996 года. У неё прошло четыре персональные выставки: в Азербайджане, Грузии, Боснии и Герцеговине и Норвегии. Также она принимала участие в ряде групповых выставок в таких странах, как Германия, Франция, Польша, Нидерланды, Италия, Болгария, Узбекистан, Южная Корея, Бразилия, Монголия и США. С 2012 года Агаоглу является заслуженным членом Союза художников Азербайджана.

## Работы
Художественные работы Ешим Агаоглу отличает совмещение перформанса с визуальными объектами и материалом. Первоначально её стихи, написанные на жёлтой бумаге с помощью обычной пишущей машинки, занимали центр этих произведений. Жёлтые страницы служили основным материалом и ограниченным способом коммуникации с людьми, но когда их располагали в огромных геометрических кучах в выставочных пространствах, они также становились инсталляцией в стиле направления флюксус. Присутствие Ешим Агаоглу в выставочном пространстве рассматривалось как перформанс, даже если она не создавала его в том смысле, что непосредственно была вовлечена в процесс художественного произведения, но ее постоянное вливание в зрительскую аудиторию создавало впечатление перформанса. Её подход к созданию своих работ минималистичен и скромен. Избегая популярности и изысканности, Ешим Агаоглу описывает их как «технически простые, но концептуально богатые».

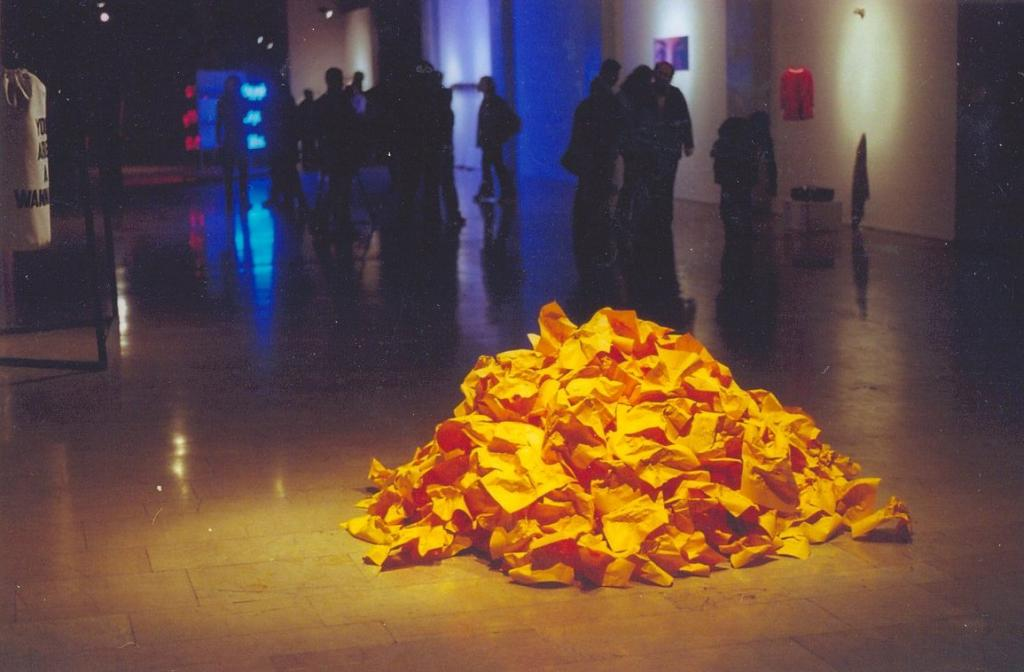
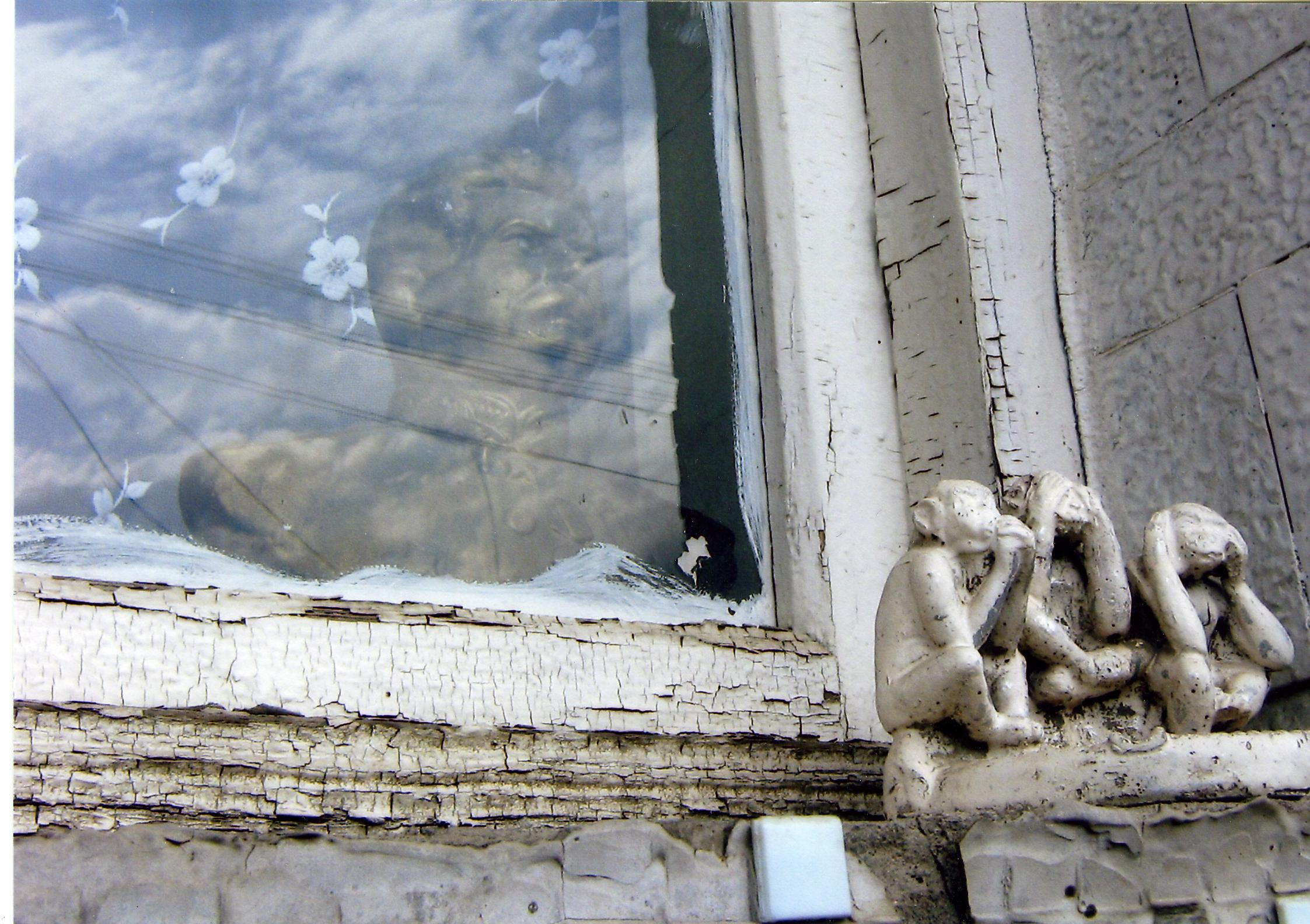